# Hiéroglyphe égyptien P8

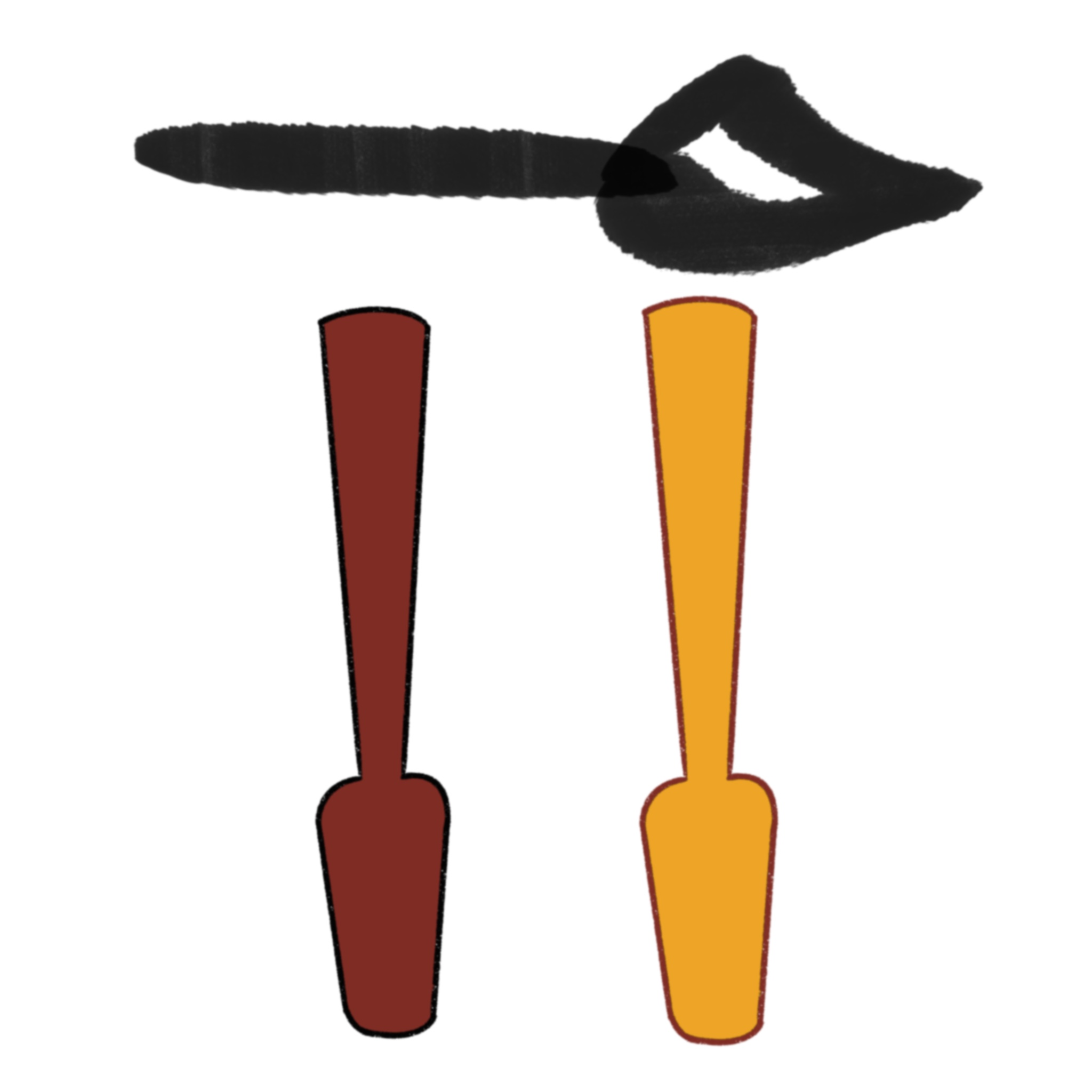
Version hiératique et hiéroglyphique

Le hiéroglyphe égyptien P8 (gouvernail) est classifié dans la section P « Bateaux et parties de bateaux » de la liste de Gardiner ; il y est noté P8.

## Représentation
Il représente un aviron de gouverne. Ocre rouge il peut aussi être jaune.
Il est originellement vertical (P8), mais devient horizontal (P8H) dans la formule
| Aa11 · P8H |

| Aa11 · P8H |

Il est translittéré ḫrw ou ḥpt.

## Utilisation
C'est un déterminatif des termes désignant une rame.
| P8 | t · Z1 | / | Aa5 · t | P8 |

| P8 | t · Z1 | / | Aa5 · t | P8 |

C'est un phonogramme trilitère de valeur ḫrw.

## Exemples de mots
| F12 | z · r | w | P8 |

| F12 | z · r | w | P8 |

| P8 | w | A2 |

| P8 | w | A2 |

| x · r | P8 | E23 | W | i | i | A24 | A1 |

| x · r | P8 | E23 | W | i | i | A24 | A1 |